# 田中千尋 (アナウンサー)
田中 千尋（たなか ちひろ、1996年9月13日 - ）は、元山梨放送アナウンサー。山梨県立日川高等学校、横浜市立大学国際総合科学部卒業。山梨県笛吹市春日居町出身。フジテレビアナウンススクール（受講コースはメンタル・選抜クラス）およびテレビ朝日アスク出身。

## 来歴
2019年に山梨放送（YBS）へ入社。同期入社は荒木美穂、深田幹規。
入社翌年の2020年3月より『ててて!TV』のメインMCに起用された。
2023年3月、山梨放送を退社。

## 人物・エピソード
- 横浜市立大学で2015年開催の「ミスYCUコンテスト2015」に出場しグランプリを受賞[8]。大学時代に日本テレビイベントコンパニオンのスタッフとして活動した経験がある[9]。
- 血液型はB型、趣味は旅行雑誌を見ること、山梨県内の美味しいお店をブックマークすること[10]。
- 特技は空手であり、日川高校在籍時の2013年に山梨県の空手大会に出場経験がある[11]。
- 2023年3月3日、メインMCを務める『ててて！TV』番組内にて、同月末をもって山梨放送を退社することを発表した[12]。『ててて！TV』最終出演は2023年3月24日放送分[13]。ラジオの最終出演は3月25日18:30 - 20:00放送の卒業特別番組『～田中千尋の山梨再発見スペシャル～「ふるさとは宝石箱」』[14]、及びレギュラー担当番組3月27日放送分『ラララ♪モーニング』となった[15]。
- YBS退社後の2024年5月15日に行われた山梨クィーンビーズ関連のイベントにて山梨住みます芸人のいしいそうたろうと共に司会を務め[16]、同年10月8日放送のYBSラジオ「はみだししゃべくりラジオ キックス」にゲスト出演している[17]。

## 出演

### 山梨放送退社後
テレビCM
- 山梨日日新聞（さんにちEye）[18]

### 山梨放送時代
テレビ
- ててて!TV（メインMC）
  - 月 - 木曜 - 2020年3月30日 - 2021年3月18日
  - 金曜 - 2021年4月2日 - 2023年3月24日
- YBSニュース
- 海と日本PROJECT in やまなし
- ZIP!（日本テレビ制作、山梨中継担当[19]）

ラジオ
- ラララ♪モーニング
  - 木曜日担当 - 2021年度
  - 月曜日担当 - 2022年度
- YBSラジオニュース